# Condado de Clay (Iowa)
O Condado de Clay é um dos 99 condados do estado norte-americano do Iowa. A sede de condado é Spencer, que é também a sua maior cidade. O condado tem uma área de 1483 km² (dos quais 9 km² estão cobertos por água), uma população de 16 667 habitantes, e uma densidade populacional de 11,3 hab/km² (segundo o censo nacional de 2010). O condado foi fundado em 1851 e o seu nome é uma homenagem a Henry Clay, Jr. (1811-1847), militar e estadista falecido na batalha de Buena Vista, filho de Henry Clay, secretário de Estado dos Estados Unidos.